# Porzana
Porzana is een geslacht van vogels uit de familie Rallen, koeten en waterhoentjes (Rallidae). Er zijn 3 verschillende soorten.

## Soorten
- Porzana carolina – Soraral
- Porzana fluminea – Australisch porseleinhoen
- Porzana porzana – Porseleinhoen